# Ninimma
Ninimma o Nin-imma és una deessa sumèria, babilònia i accàdia de la fertilitat, deïficació dels genitals femenins. Els seus pares són Enki i Ninkurra.
El seu nom prové de NIN.IMMA (del sumeri NIN, «senyora» o «deessa») i IMMA («riu» o «aigua que va crear tot»).
En un Cant a Ninimma, es diu: «Ninimma, ets la titular del segell del tresor ... Ets la guardiana dels grans déus ... Ets la senyora de tots els grans ritus al temple Ekur...»